# Доктор Росс
До́ктор Росс (англ. Doctor Ross), справжнє ім'я Чарльз Айза́я Росс (англ. Charles Isaiah Ross; 21 жовтня 1925, Туніка, Міссісіпі — 28 травня 1993, Флінт, Мічиган) — американський блюзовий співак, гітарист, виконавець на губній гармоніці та ударник.

## Біографія
Народився 21 жовтня 1925 року у Туніці, штат Міссісіпі. Виріс у музичній родині; у 6 років почав грати на губній гармоніці у свого батька і пізнішне завдяки записам Джона Лі «Сонні Бой» Вільямсона. Пізніше через декілька років почав грати на гітарі, брав уроки у місцевого гітарист Вайлі Гелатіна. Отримав прізвисько «Доктор», оскільки носив гармоніку у лікарській сумці.
Служив в армії в роки Другої світової війни і виступав у різних шоу USO. Після завершення служби вів радіо-шоу в Кларксдейлі (Міссісіпі), Гелені (Арканзас), Мемфіс (Теннессі). На початку 1950-х зробив перші записи, зокрема на лейблах Chess і Sun (зокрема «Chicago Breakdown» і «Juke Box Boogie»). Виступав зі своїми гуртами «His Jump and Jive Boys» та «The Interns».
у 1954 році переїхав у Флінт, Мічиган, де почав працювати на заводі General Motors (де пропрацював у підсумку все життя). Розчарувавшись в утриманні гурту разом, почав виступати самостійно, співаючи і граючи на гітарі та гармоніці. Після того, як в 1959 році випустив сингл на власному лейблі D.I.R., записувався також на Fortune Records, включаючи «Cat Squirell» (кавер-версію якої у 1968 році зробив гурт «Cream»). У 1965 році записав свій перший LP, Call the Doctor. Продовжив періодично виступати і записуватися в США та Європі. 
Помер 28 травня 1993 року Флінт, Мічиган у віці 67 років від серцевого нападу на роботі, лише за 3 місяці до виходу на пенсію.

## Дискографія

### Альбоми
- The Flying Eagle (Blue Horizon, 1965)
- Call the Doctor (Testament, 1965)
- His First Recordings (Arhoolie, 1972)
- Live at Montreux (Atlantic/Polydor, 1972)
- The Harmonica Boss (Big Bear, 1974)
- Jivin' the Blues (Big Bear, 1974)

### Сингли
- «Country Clown»/«Doctor Ross Boogie» (Chess, 1952)
- «Come Back Baby»/«Chicago Breakdown» (Sun, 1953)
- «The Boogie Disease»/«Juke Box Boogie» (Sun, 1954)